# Vermilion Cliffs National Monument
Vermilion Cliffs National Monument ist ein Naturschutzgebiet vom Typ eines National Monuments im Coconino County des US-Bundesstaats Arizona. Es umfasst ein Hochplateau mit Wüstenklima, das an den namensgebenden Klippen zum Colorado River abfällt, mehrere Canyons und andere Felsformationen.
Das über 1000 km² große Schutzgebiet wurde 2000 von Präsident Bill Clinton eingerichtet und steht unter der Verwaltung des Bureau of Land Managements, einer Behörde unter dem Dach des US-Innenministeriums. Der Name Vermilion stammt vom englischen Namen eines Minerals, das auf Deutsch als Cinnabarit oder Zinnober bezeichnet wird. Es wird als rotes Pigment verwendet.

## Beschreibung
Vermilion Cliffs National Monument liegt im Norden des Bundesstaates an der Staatsgrenze zu Utah, die seine Nordgrenze bildet. Im Nordosten liegt das Glen Canyon National Recreation Area, die Ost- und Südgrenze bildet der U.S. Highway 89A unterhalb der namensgebenden Klippen des Colorado Rivers. Im Südwesten grenzt das Gebiet an den Kaibab National Forest, einen Nationalforst. Das Schutzgebiet bildet den östlichsten Teil des so genannten Arizona Strip, dem fast unbesiedelten und schwer zugänglichen nordwestlichen Teil Arizonas, der durch den Colorado River vom Rest des Staates getrennt wird. Wobei Flächen des Bundesstaates Arizona und Privatflächen innerhalb der äußeren Grenzen des National Monument nicht zum Schutzgebiet gehören. Zu einem späteren Zeitpunkt gekaufte Grundstücke oder Anteile an Grundstücken werden sofort Teil vom Schutzgebiet.

### Geschichte
Trotz des schroffen Geländes und der Trockenheit des Gebietes war es schon vor rund 12.000 Jahren besiedelt. Mehrere hundert Siedlungsplätze, vorwiegend Pueblos, der Anasazi-Indianer wurden bislang gefunden. Außerdem sind die Felswände reich an Petroglyphen. Mit der Expedition von zwei spanischen Franziskaner-Padres, Francisco Antanasio Domínguez und Silvestre Vélez de Escalante, kamen 1776 die ersten Weißen durch das heutige Schutzgebiet, ab 1860 ließen sich Anhänger der Kirche Jesu Christi der Heiligen der Letzten Tage („Mormonen“) in der Region als Siedler nieder. 1869 kam die Expedition von John Wesley Powell entlang des Colorado Rivers durch das Gebiet und 1871 baute John D. Lee mit Unterstützung der Kirche der Mormonen eine Fähre über den Colorado unterhalb der Klippen. Lee’s Ferry wurde 1928 durch die Navajo Bridge ersetzt und bildet heute die Grenze zwischen dem Grand-Canyon-Nationalpark und dem flussaufwärts gelegenen Glen Canyon National Recreation Area. Dort beginnen die mehrtägigen Rafting-Touren durch den Grand Canyon.
Das heutige National Monument ist beinahe unzugänglich und unfruchtbar, so dass es für die wirtschaftliche Nutzung uninteressant war. Erst mit der Ausweisung der markantesten geologischen Formationen als Wilderness Area im Jahr 1984 unter dem Namen Paria Canyon-Vermilion Cliffs Wilderness wurde der sporadische Tourismus reglementiert, Ende 2000 stellte US-Präsident Clinton das Wildnisgebiet und das von ihm an drei Seiten umschlossene Hochplateau unter den Schutz der Bundesregierung.

### Geologische Formationen
Paria Plateau: Geologisch handelt es sich bei den Deckgesteinen des Paria Plateaus um Sedimentgestein des Paläozoikums. Das Plateau ist von Nordwest nach Südost geneigt, abfließende Niederschläge haben in das Gestein Canyons gegraben, die ältere Schichten des Präkambriums freigelegt haben. Das National Monument umfasst nur die obersten dieser geologischen Formationen, der Colorado River, in den die Canyons münden, gehört zum Grand-Canyon-Nationalpark, dessen östlichster Ausläufer fast an das National Monument grenzt.
Vermilion Cliffs: Die namensgebenden Klippen bestehen aus rötlichem Navajo-Sandstein, der rund 1000 m über den Colorado River aufragt. Unter ihnen liegen Formationen aus weicherem Schluffstein und Schiefer, der durch Verwitterung erodiert wird.

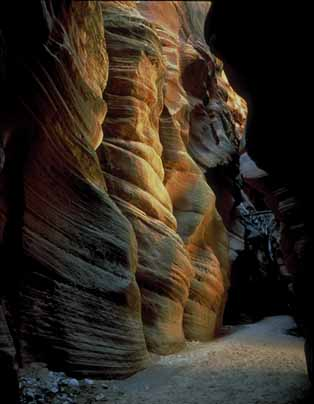
Buckskin Gulch

Paria Canyon und Buckskin Gulch: Der Paria Canyon im Nordosten des Schutzgebietes ist das Tal des Unterlaufs des Paria River, der das Hochplateau entwässert. Buckskin Gulch ist ein Slot Canyon, der in den Paria Canyon mündet. Beide werden von senkrechten Wänden eingeschlossen, die mehrere hundert Meter hoch sein können. An den schmalsten Stellen ist Buckskin Gulch nur unter einem Meter breit, in der unteren Hälfte des Paria Canyon treten die Wände etwa 100 m auseinander. Die volle Länge kann in drei bis fünf Tagen durchwandert werden.
Coyote Buttes mit The Wave: Eine bizarre Formation aus versteinerten Sanddünen im Nordwesten des Monuments gehört zu den spektakulärsten Fotomotiven für Naturfotografen.

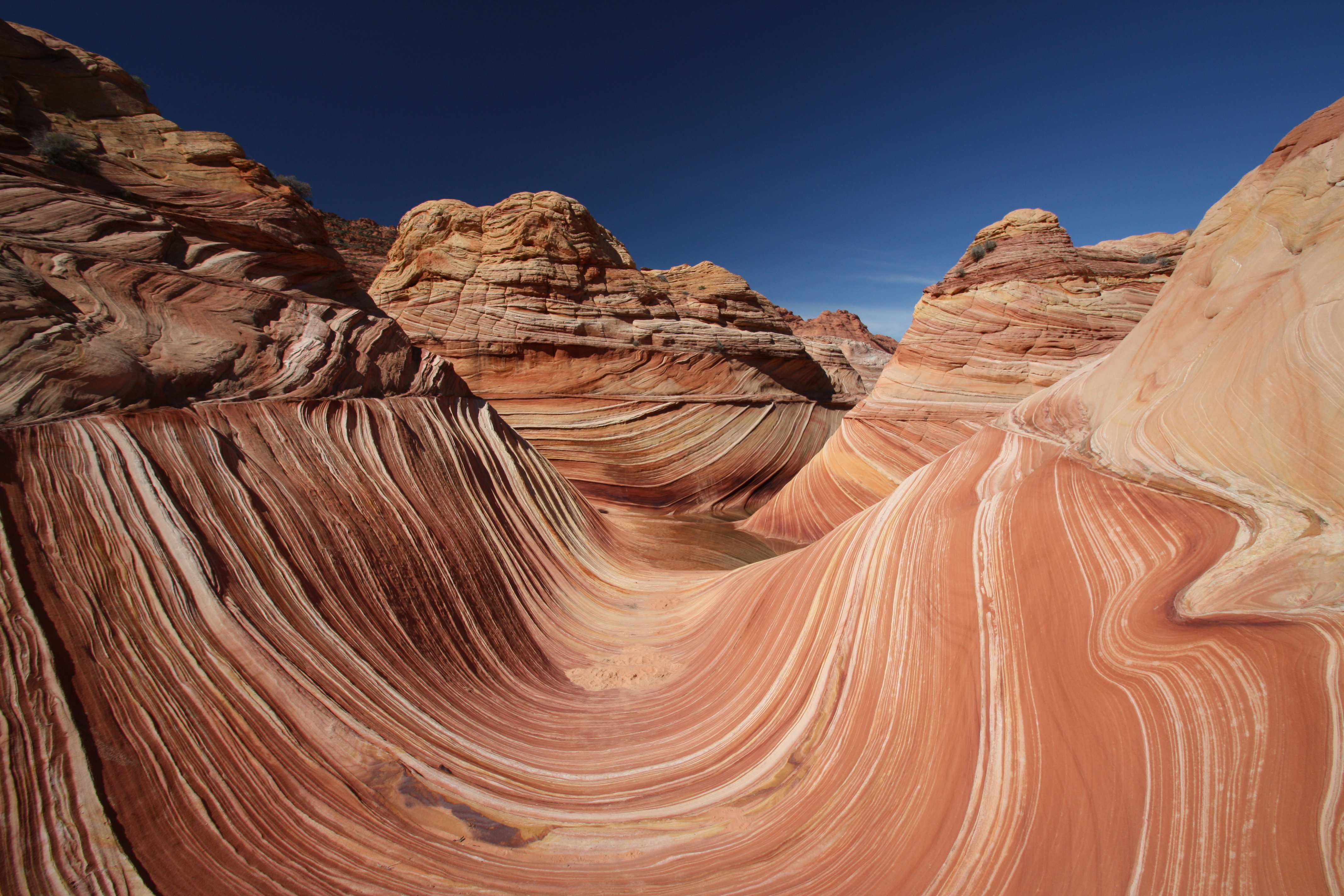
The Wave

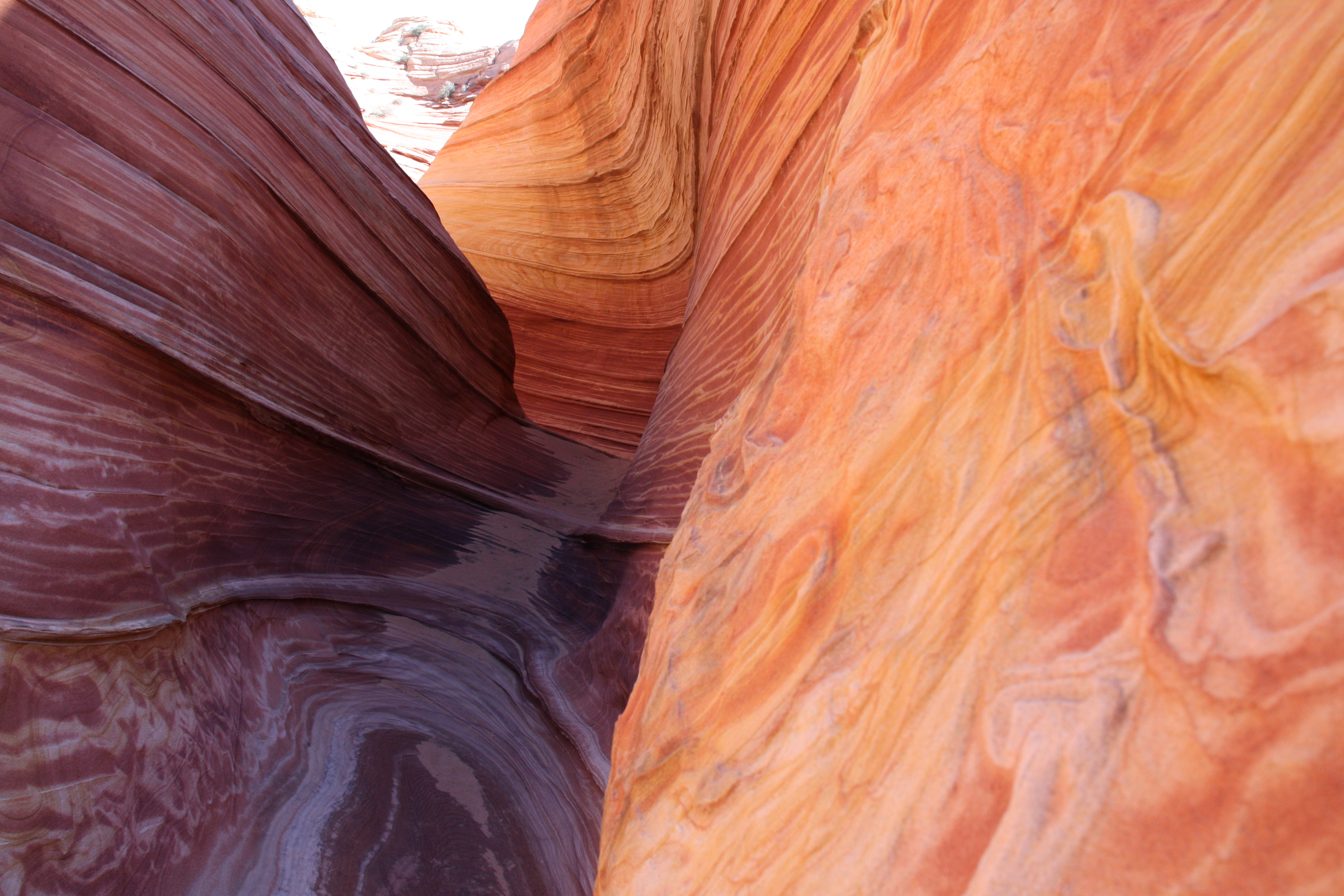
The Wave, sichtbare Härteunterschiede im Gestein

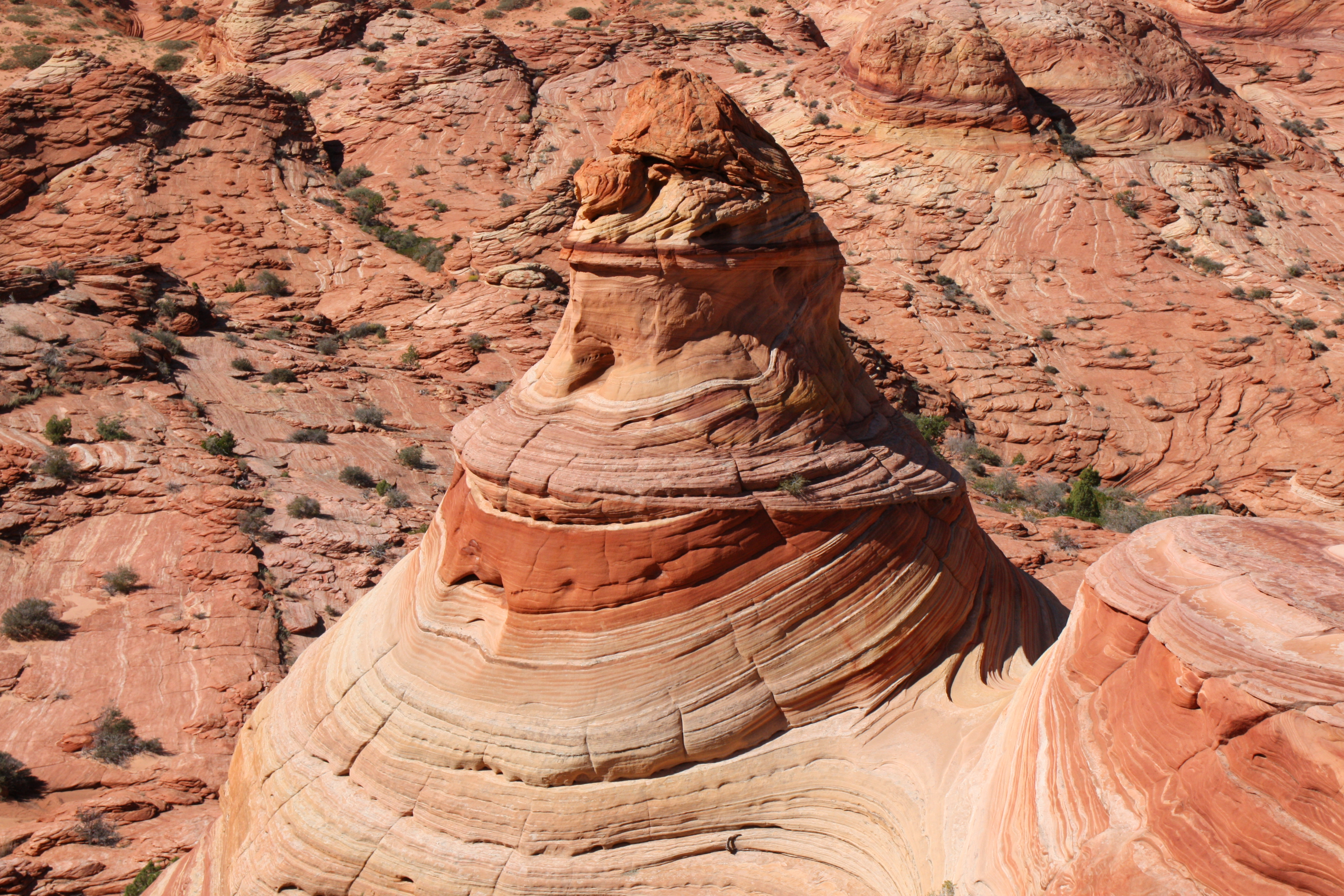
The Wave, außergewöhnliche Formen, geschliffen von Wind und Wasser

### Ökosystem
Das Schutzgebiet liegt im Bereich des ariden Klimas und ist als Wüste definiert. Die Ebene auf dem Hochplateau ist kaum bewachsen, am Fuß der Klippen halten sich einige Rasengesellschaften. Am Paria River in der unteren Hälfte des gleichnamigen Canyons steht eine Weichholzaue. Hier wächst auch die sehr seltene und stark gefährdete Asclepias welshii, die nur von wenigen Standorten in Arizona und im benachbarten Utah bekannt ist.
Zwanzig Greifvogelarten, darunter der Wanderfalke und der in der freien Wildbahn ausgestorbene und wieder ausgewilderte Kalifornienkondor leben im Gebiet. Außerdem Dickhornschafe, Gabelböcke, Kojoten und Pumas.

## Vermilion Cliffs National Monument
Im National Monument liegen immer noch Privatgrundstücke und diese sind nicht Teil vom National Monuments. Diese Privatgrundstücke können nur Teil des National Monuments werden, sofern sie freiwillig von den Vereinigten Staaten erworben werden können. Erwirbt der Bund Privatgrundstücke innerhalb des National Monument, so werden diese Grundstücke Teil des Schutzgebietes. Die Ausweisung des National Monuments hat keinen Einfluss auf die Rechte von Eigentümern von Grundstücken, welche sich nicht im Eigentum der USA befinden im oder an den Grenzen des Schutzgebietes. Bei der Errichtung des Schutzgebietes wurden auch bestehende Weiderechte privater Rinderfarmen auf dem Land im Bundeseigentum bestätigt.

## Tourismus
Das Konzept des Schutzgebietes setzt auf die Erfahrung von Einsamkeit in großartiger Natur. Daher dürfen nur Tagesbesucher Paria Canyon mit Buckskin Gulch frei betreten. Zu mehrtägigen Touren wie die Durchquerung des Canyonsystems werden maximal 20 Personen am Tag zugelassen. In das andere Kerngebiet aus Coyote Buttes North (The Wave) und South gibt es keinen freien Zugang, es sind überhaupt nur 20 Personen am Tag erlaubt. Die Hälfte der Genehmigungen kann Monate im Voraus über die Webseite der Verwaltung beantragt werden, der Rest der Plätze wird täglich morgens früh in einer Verlosung vergeben. Das Paria Plateau und die Klippen sind frei zugänglich.

### Schutzgebiete in der Umgebung
- Grand-Canyon-Nationalpark
- Grand Staircase-Escalante National Monument
- Grand Canyon-Parashant National Monument
- Pipe Spring National Monument
- Baaj Nwaavjo I’tah Kukveni – Ancestral Footprints of the Grand Canyon National Monument

Kein formales Schutzgebiet, aber eine weitere geologische Sehenswürdigkeit ist der Antelope Canyon südöstlich von Page auf dem anderen Ufer des Colorado Rivers.